# M-Jolle
Die 15-m²-Rennjolle, wegen ihres Segelzeichens auch M-Jolle genannt, ist eine 1914 vom Deutschen Segler-Verband festgelegte Jollenklasse. Bei dieser Zweimann-Jolle handelt sich um eine Konstruktionsklasse, bei der nur die Segelfläche und die Mindest-Materialstärken des Holzrumpfes durch Bauvorschriften bestimmt sind.

## Geschichte

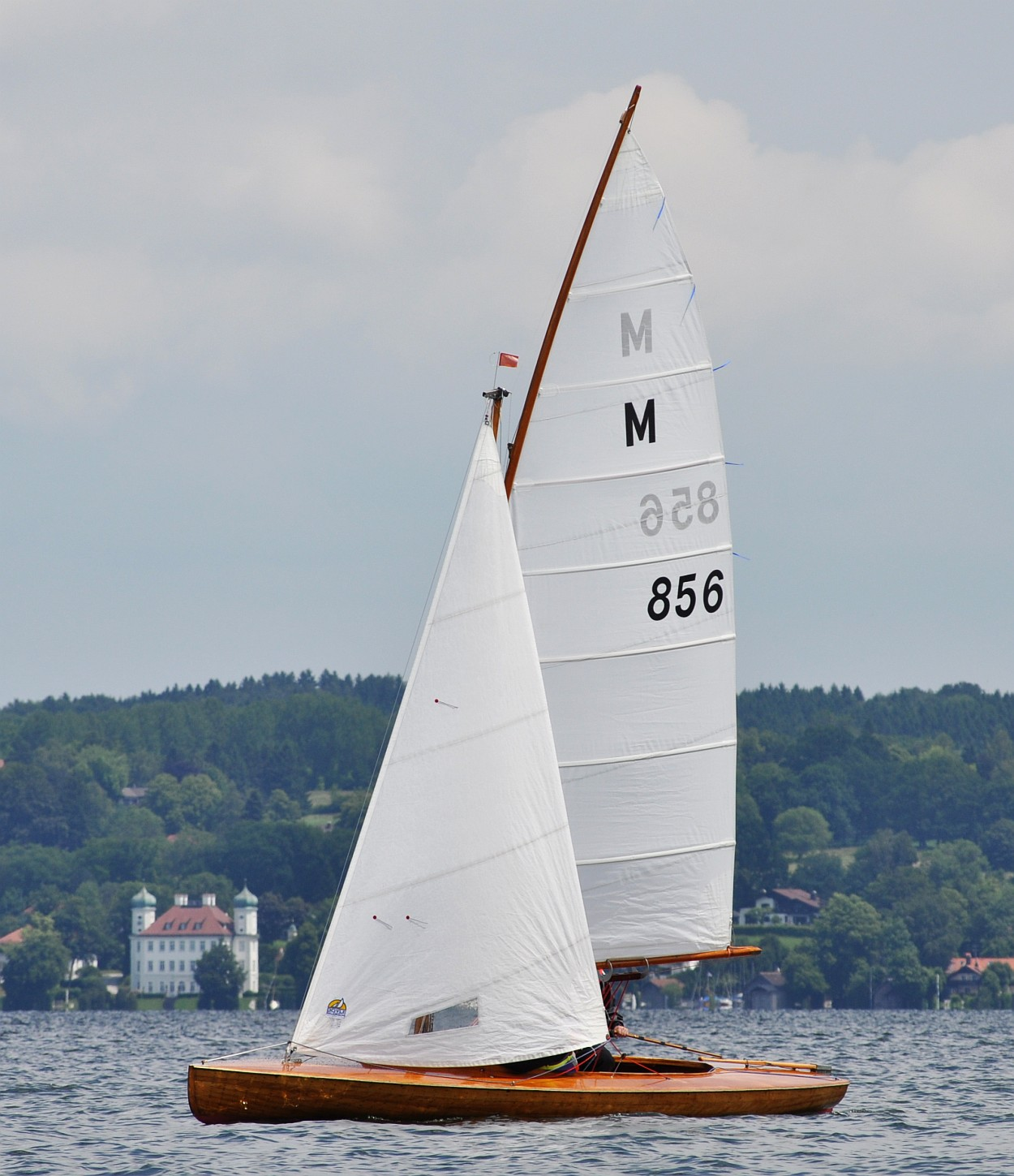
M-Jolle am Starnberger See

In kurzer Zeit entwickelte sich diese Klasse zu einer beliebten Bootsgattung, da sie ein ambitioniertes Segeln bei verhältnismäßig geringen Anschaffungskosten ermöglichte. Die M-Jolle bot den Konstrukteuren eine Spielwiese für neue Ideen. Es war nicht unüblich, dass die Konstrukteure ihre Entwürfe auf eigener Werft umsetzten, so findet man in den Meldelisten der Regatten um 1930 bekannte Namen wie Willy Lehmann, Harry Wustrau und Reinhardt Drewitz. In der finanziell schwierigen Zeit zwischen den beiden Weltkriegen entstanden neben den Werftbauten viele Boote im Selbstbau (Anleitungen siehe Maier-Verlag, Ravensburg, „Spiel und Arbeit“, Band 101, „15-m² Segeljolle (regattaberechtigt)“ und Band 168 „Rennsegeljolle“)

## Rumpf
Ähnelte die Rumpfform zu Anfang noch einem Kielboot, ging die Entwicklung weiter zu der eines reinen Gleiters.
So waren die erfolgreichen Boote, als die Segelei nach dem Ende des Ersten Weltkrieges wieder aufgenommen wurde, etwa 6 Meter lang, in den folgenden Jahren wurden immer längere und schnellere Boote gezeichnet und gebaut. Bis der Beginn des Zweiten Weltkrieges der Entwicklung ein Ende setzte, waren die schnellen Regattaboote länger als 7 Meter. Um das Gewicht der Boote möglichst niedrig zu halten, wurde als Material bevorzugt das leichte Gabun (Okoumé) verwendet, in Einzelfällen wurden auch Zeder- oder Eichenholz für die Beplankung eingesetzt.

## Rigg, Takelage, Segel
1914 hielt man noch die Cat-Besegelung für die schnellste Variante. Die Entwicklung ging schnell zu einer Takelung mit steil gestelltem Gaffelsegel über, bei der das Vorsegel den Mast weit überlappen konnte, ohne das dies Anrechnung auf die vermessene Segelfläche fand. Wie in anderen Klassen auch, wurden im Rahmen der Weiterentwicklung durchgelattete Großsegel eingesetzt. Die Hochtakelung konnte sich in der M-Jollen-Klasse nicht durchsetzen, ein Grund mag sein, dass die Regatta-Kurse, die seinerzeit gesegelt wurden, weniger Kreuzkurse aufwiesen und daher kaum Vorteile für diese Form boten. Um Gewicht zu sparen, kamen zunehmend hohle Spieren zum Einsatz.

## Sportliche Entwicklung
Im Laufe der Jahre entstand eine große Flotte von M-Jollen, die einzelnen Verbände – DSVb (Deutscher Segler-Verband), DSB (Deutscher Segler-Bund) und FSV (Freier Segler-Verband) – veranstalteten verbandsinterne Klassenregatten unter reger Teilnahme. Mit der Einladung zur I. Deutschen Segel-Meisterschaft 1930 für 15-m²-Rennjollen am Müggelsee nutzte der DSB die Attraktivität dieser Klasse und veranstaltete erstmals gegen viele Widerstände eine verbandsübergreifende Regatta, die als Deutsche Meisterschaften zu einer dauerhaften Institution wurde. Die folgenden Jahre wurden, wie für die anderen Nationalen Binnen-Rennklassen, eine Blütezeit, die erst durch den Zweiten Weltkrieg beendet wurde. Von weit über 500 M-Jollen überlebten nur etwa 60 die Kriegswirren und spätere Beschlagnahme. Einzelne Neubauten sind ab 1949 unter anderem am Ratzeburger See dokumentiert, zu einer Neubelebung der Klasse reichte dies aber nicht, stellten doch die neuen international gesegelten Jollenklassen, wie Pirat, FD und 470er, eine attraktive und durch die Bauweise günstigere Alternative dar.